# 吉田照美のてるてるワイド
吉田照美のてるてるワイド（よしだてるみのてるてるワイド）は文化放送で、1980年10月6日から1987年4月3日まで放送された夜ワイド番組。当初のタイトルは『吉田照美の夜はこれから てるてるワイド』（よしだてるみのよるはこれから てるてるワイド）。1985年4月からは、番組のタイトルが『新てるてるワイド 吉田照美のふッかいあな』（しんてるてるワイド よしだてるみのふッかいあな）に変わった。

## 概要
「ノッてる」「ウケてる」と「吉田照美」をキーワードに放送開始。当番組の開始に伴い、『大学受験ラジオ講座』を18時30分 - 19時30分。『百万人の英語』を19時30分 - 20時へ枠移動。文化放送は夜ワイド番組枠を開局以来、24時まで初めて拡大した。テーマ曲は森雪之丞が作曲した番組オリジナル曲。
当番組の開始以前の若者向け夜ワイド番組は「ブロックワイド」と呼ばれる形式が主流で、内包しているコーナー番組との間の時間帯をパーソナリティが自らのトークで埋めていくのが定番となっていた。その一方で「内包しているコーナー番組の多さの影響から、フリートークの時間が短すぎて、パーソナリティの個性が発揮されにくい」といった弊害も生まれて来ていた。
当番組はコーナー番組との間の時間帯を緩やかな物にして、吉田のトークが多少延びてしまったとしても自由に調整することが可能となっていた。
番組内で取り上げる内容は中高生たちが関心を引く流行・事柄と同時に、吉田がそれまでの担当番組（『桂竜也の夕焼けワイド』『吉田照美のセイ!ヤング』）で培って来た突撃レポート、隠しマイク潜入記などのバカバカしい聴いて笑える、ゲリラ企画に徹した。
当時のアイドルブームの波に乗って、番組内に松田聖子、岩崎良美、近藤真彦、野村義男、松本伊代ら人気アイドルが担当するコーナー番組が内包された。
番組開始 2ヶ月目（1980年11月）の聴取率調査で、月 - 金曜日のうち、3曜日で、全番組のトップに立つという、異例の記録を打ち立てた。翌年の1981年5月の聴取率調査は同時間帯の若者向けラジオ番組の中で聴取率トップの数字を獲得した。その後、在京 AMラジオ局の夜ワイド番組で聴取率トップを獲得していた『大入りダイヤル まだ宵の口』（ニッポン放送）は終了。当時の首都圏の中学生と高校生に絶大な人気を博した。
1985年4月からは『新てるてるワイド 吉田照美のふッかいあな』として、リニューアル。ニッポン放送の夜ワイドが『三宅裕司のヤングパラダイス』となってからは、『てるてるワイド』 → 『ふッかいあな』と互角の聴取率争いを繰り広げた。
1987年4月、てるてるワイドから続いた 6年半の歴史に幕を下ろし、吉田は平日帯 昼ワイド番組『吉田照美のやる気MANMAN!』のパーソナリティとなり、当番組のテイストが生かされた。後番組は『東京っ子NIGHTお遊びジョーズ』。

## 放送時間
| タイトル                                | 期間                          | 放送時間                      |
| --------------------------------------- | ----------------------------- | ----------------------------- |
| 吉田照美のてるてるワイド                | 1980年10月6日 - 1985年3月29日 | 月曜日 - 金曜日 21:00 - 24:00 |
| 新てるてるワイド 吉田照美のふッかいあな | 1985年4月1日 - 1986年9月      | 月曜日 - 金曜日 21:30 - 24:00 |
| 新てるてるワイド 吉田照美のふッかいあな | 1986年10月 - 1987年4月3日     | 月曜日 - 金曜日 21:00 - 24:00 |

## パーソナリティ
- 吉田照美 （文化放送アナウンサー (当時)）[5]※1985年5月からはフリーアナウンサー

## 主なタイムテーブル（1982年10月）
- 21:00：オープニング
- 21:03：ルミちゃんのノッケからマルモウケ
- 21:13：マッチとデート（近藤真彦）
- 21:25：シュガーのバイキン少女とSISTER BOY
- 21:35：てるてる情報局 チャレンジ探偵団
- 21:48：スポーツ ニュース
- 21:50：ユーミン・ランド（松任谷由実）

- 22:00：松本伊代のチャレンジ名作ライブラリー
- 22:10：ヨッチャンの青春ド真中（野村義男）
- 22:20：アイ・ラブ・シティ
- 22:30：今晩は! 神津カンナです
- 22:45：めざせ! アメリカンヒーロー

- 23:00：青春キャンパス
- 23:30：松田聖子のピンクのスニーカー
- 23:40：バナナくらぶとアップルちゃん
- 23:50：吉田照美のなにげない感動

## 主なタイムテーブル（吉田照美のふッかいあな　1985年4月）
- 21:30：オープニング
- 21:33：吉田照美がいきなりしましょ
- 21:45：桃子ぽいね
- 21:55：文化放送 スポット ニュース
- 21:56：スポーツ ニュース

- 22:00：富田靖子のチャレンジ名作ライブラリー
- 22:10：ルミちゃん天気 今週のうた
- 22:12：とんねるずの二酸化マンガンくらぶ
- 22:22：吉田エンタープライズ テラピナゴックン
- 22:32：千倉真理の地球はまあーるいよ
- 22:47：めざせ! アメリカンヒーロー

- 23:00：青春キャンパス
- 23:30：吉田照美のコットンクラブ
- 23:40：ジャンピングジャニー 少年隊
- 23:50：吉田照美の夜の伝言板

## 主なコーナー
- ルミちゃんのノッケからマルモウケ
- 不良少年探偵団
  - 『吉田照美のセイ!ヤング』の人気コーナーを移行したもの。
  - 後に、独立コーナーから「アイ・ラブ・シティ」（後述）枠内の曜日別コーナーに変更された。
- バスルームより愛をこめて
  - 主に女子高校生や女子大生がバスルームで録音した1分間のテープを番組へ送り放送すると言うもの。最後に自分の魅力的な部位を叩いて終わる。採用されると5000円がもらえた。
- しあわせ仮面
- てるてる情報局 チャレンジ探偵団
- めざせ! アメリカンヒーロー
  - 聴取者電話参加型生放送クイズコーナー。チームで7問正解すると10万円と番組全ノベルティがプレゼントされ、そのシリーズの最小問題数チームには、アメリカ旅行がプレゼントされた。職業は問わないが高校生チームがほとんどだった。応援団も参加可で過去に一度出した問題も出題した。一人目に7問出題し、二人目は一人目の残り問数(7問まで達する数)よりスタート、三人目は7問目まで正解するか不正解で終了となる。例えば一人目が3問正解、4問不正解、二人目が2問正解、2問不正解、三人目が2問正解の場合「13問出題7問正解」となる。第一シリーズの優勝チームの一人は高校時代に参加したのち第13回アメリカ横断ウルトラクイズの優勝者になる能勢一幸だった。尚、3人目までで7問正解に達しなかった場合でもバッジがプレゼントされた。学校名を答える時、吉田が「名門!」と叫ぶのもお約束でこれは吉田の出身校早稲田大学の応援団の掛け声に起因していた。
- アイ・ラブ・シティ　
  - てるてるワイドを開始する以前（1979年4月開始）から、吉田がパーソナリティを務めた帯番組を移行した物。
  - 基本は、吉田の突撃レポートや隠しマイク大作戦などの日替わり企画を放送。
  - 他にレポーターとして、文化放送の男性アナウンサー（竹内靖夫、扇一平、寺島尚正、倉林由男ら）が出演した。
  - ラジオ大阪へネットしていた[注釈 1]。
- 集え 美少年
  - 木曜の23時台後半に放送。ハガキ採用者には、吉田のヌード写真がプレゼントされた[6]。
- バナナくらぶとアップルちゃん
  - 聴取者（男性チームと女性チームに分かれる）をスタジオに呼び、「先生」と呼ばれるゲストに対して、吉田の進行によるトークが繰り広げられていた。
- ミスDJコーナー
  - 23:30頃からの『青春キャンパス』と『マッチとデート』（後に『松田聖子のピンクのスニーカー』と交代）の間頃、約3分ほどの『ミスDJリクエストパレード』のパーソナリティと吉田の掛け合いのコーナー。1982年当時は以下のようなラインナップだった[7]。
    - 月曜：加藤エミ『ペーパー・プロレス』
      - 紙相撲ならぬ“紙プロレス”。リスナーから送られて来た、紙で作られたプロレスラー同士を対戦させていた。

    - 火曜：川島なお美『ブラブラブラブ愛の劇場』
      - 川島と吉田によるラジオドラマコーナー。

    - 水曜：宮坂久美子『クミちゃんのカミアサ教室』
      - 言ってもらいたい「カミアサ語」（当時本番組から生まれて話題になっていた言葉）を書いたはがきをリスナーから送ってもらい、実際に読ませていた。

    - 木曜：『大西良子コーナー』
      - 大西良子をいじったネタのはがきを吉田が読んでいた。

    - 金曜：千倉真理『ちんちん千倉のまんまん真理ちゃんコーナー』
      - 卑猥なようなことが答えになるようなクイズを出題するなどしていた。
- 吉田照美のなにげない感動
  - リスナーからの「何気なく感動した出来事」を綴ったお便りを紹介するコーナー。セイヤング時代からのコーナー引継ぎ。採用されると植物関係のプレゼントがもらえた。
- 吉田照美のコットンクラブ
- 照美のSM箱
  - 1982年 - 1983年当時の水曜コーナー。文化放送のアナウンサーの悪口をクイズ風の問題にして、吉田が答えていた[8]。
- 武井に挑戦
  - 1982年 - 1983年当時のコーナー。リスナーが各自、流行らせたいまたは流行りそうな言葉を作って送り、「武井」というチャンピオンに挑戦[8]。
- おナウなゲーム
  - 「ふッかいあな」時代、月曜21時台のコーナー。リスナー考案の面白い　ゲームのストーリーを紹介。最初は、当時1986年2月25日のマルコス政権下のフィリピンで起こったエドゥサ革命によって有名になったマラカニアン宮殿をネタに「マラカニアン宮殿の秘密」というゲームを設定し、そのストーリーを募集していたが、すぐに他のネタでいっぱいになり、更には文化放送の局内事情や局周辺のことをネタにしたものなど、ほとんどゲームに関係ない話ばかりになった[9]。

ほか。

## 内包していた主な番組
- チャレンジ名作ライブラリー（武田鉄矢 → 松本伊代 → 富田靖子が担当。福武書店（現：ベネッセコーポレーション）の一社提供）
- 谷村新司の青春キャンパス（NRN番組）
- マッチとデート（近藤真彦）（NRN番組）
- ヨッチャンの青春ド真中（NRN番組）
- 松田聖子のピンクのスニーカー（NRN番組）
- オリエント サウンド・エクスプレス 岩崎良美（NRN番組）
- ジャンピングジャニー 少年隊（NRN番組）
- 松任谷由実 ユーミン・ランド（NRN番組）
- シュガーのバイキン少女とSister Boy
- ヤングジャーナル 世界は今（神田外語学院の一社提供）
  - 今晩は! 神津カンナです
  - 千倉真理の地球はまあーるいよ

毎週月曜、各国に駐在する日本大使と国際電話で直接話し、現地の最新事情を、ホットライン形式で紹介した。
- 嘉門達夫のメイ・アイ・ヘルプ・ユー?
- 結城モイラ 青春白書
- とんねるずの二酸化マンガンくらぶ（NRN番組）

後に「何でもベスト5」のコーナーが、『とんねるずのオールナイトニッポン』（ニッポン放送）に引き継がれる。
- 異文化見聞録 コロンブスのゆで卵（久米明が担当）
- ビートたけしの文学夜話（NRN番組）
- 桃子ぽいね（菊池桃子）
- 中山美穂のまんまるキューピッド[10]
- 吉川晃司のこわれた夜にSHAKE DOWN
- 高石ともや ジョギングジョッキー気分は最高

※NRN番組は21時台に裏送りでライン配信され、ネット各局は時間遅れで放送した。『青春キャンパス』はテープネット。ただし、パーソナリティの谷村新司とばんばひろふみがMBSヤングタウンの金曜日パーソナリティを務めていた関係で、大阪地区は金曜日放送分をネット局のラジオ大阪（1981年4月 - 1982年10月）→ 朝日放送（1982年10月 - 1987年3月）が自社制作の企画ネット番組として放送した。

## 復活特番
- 2022年4月3日、文化放送 開局70周年ウィークの一環として、復活特番を放送した[11]。放送時間は同日 14:00 - 16:00。
  - 吉田照美と水谷加奈（文化放送アナウンサー）がパーソナリティを務めた。番組の構成作家を務めた宮沢章夫、小山薫堂がゲスト出演した。
  - ミスDJリクエストパレード360の生放送を終えた千倉真理がスタジオに生出演して、吉田と番組放送当時のエピソード トークを展開した。マッチとデートのパーソナリティを務めた近藤真彦も番組にコメントを寄せた。
  - てるてるワイド放送当時の音源を放送した他、松田聖子のピンクのスニーカー、マッチとデート、ヨッちゃんの青春ド真ん中、松本伊代のチャレンジ名作ライブラリー、谷村新司の青春キャンパス、千倉真理の地球はまあーるいよの放送当時の音源をダイジェストで放送した。

## エピソード
- 吉田照美は番組開始前、当番組の出演を打診された際は「正直言って、嫌だった」と述べている。打診時、担当していた深夜放送『セイ!ヤング』が好調で、もう少し続けたいという気持ちがあった。しかし当番組の開始後、「当時、文化放送の無名アナウンサーであった自分が、中高生からの人気を得たとわかった時は信じられなかった」と話している[12]。
本番組スタート当時のプロデューサーであった林山武人からは「聴いている人がニッポン放送だと思ってしまうような番組を作ろう」と言われ、吉田は「要するに真似だけど、それまでの文化放送にはない番組にする」という挑戦のような意気込みを感じ取ったと話す。その林山は本番組の生放送が始まると帰宅し、帰宅後はそれぞれ文化放送、ニッポン放送、TBSに周波数を合わせたラジオを3台並べて同時に聴き、自宅から直接スタジオに居る吉田に電話をつないでダメ出ししていたという[13]。
- それまでの夜ワイド番組とは一線を画し、スタジオから飛び出しての中継や生放送を行ったり、番組内で言葉遊びを流行らせたりと新しい放送形態を確立した。
  - この様な放送内容を選択した要因として、吉田と番組スタッフは文化放送のそれまでの教育・教養的なイメージを打破しようという決意で、裏番組の『大入りダイヤル まだ宵の口』を参考にしたという[14]。
  - ただし、番組タイトルの模擬は、同じ首都圏エリアで「洒落にならない」ということで行わず「〜まだ宵の口の精神を模擬した」との事。同様に、番組内のコーナーも『〜まだ宵の口』の模擬を行わず、『セイ!ヤング』から移行した物を中心とした[14]。
- 首都圏エリアのみならず、他の地域の若者向け番組に大きな影響を与えた。当番組のノウハウを取り入れる形で『小堀勝啓のわ!Wide とにかく今夜がパラダイス』（CBCラジオ）、『PAO〜N ぼくらラジオ異星人』（KBCラジオ）がスタート。両番組は当番組のコーナータイトルを模擬したコーナーを作り、それぞれの個性を次第に確立させ、地元ローカルの夜ワイド番組を定着させる要因を作った[14]。
  - 当番組を聴いていた、中高生のリスナーから「名古屋で、てるてるワイドに似た番組が放送されている」との投書があった。1982年中にも、吉田が『わ!WIDE』の生放送中に「てるてるワイドのパクリじゃないですか?」という電話を掛けたことがあった[14]。詳しくは「小堀勝啓のわ!Wide とにかく今夜がパラダイス#概要」を参照。
- 当番組の構成作家は『カノッサの屈辱』『料理の鉄人』などの企画、構成で著名な小山薫堂。岸田國士戯曲賞を受賞／現・早稲田大学 教授の宮沢章夫。1980年代後半のお笑い／サブカル・シーンをリードしていた加藤芳一など、錚々たる顔ぶれが揃っていた[15][16]。
- はがきを読まれた投稿者には、吉田がサイン時によく描く自身横向きのイラスト入り「ルミちゃんパーカー」「ルミちゃんトレーナー」「ルミちゃんTシャツ」「ルミちゃんステッカー」「ルミちゃんタオル」等がプレゼントされた。
- 当番組のイベントも、初のリスナー集会『第1回アミーゴ集会』（1981年3月31日、明治公園）を皮切りに、以下のように多く行われた[6]。
  - ティッシュペーパー空箱投げ大会（1981年4月29日、新宿センタービル）
    - 空箱の遠投大会で、参加したリスナーは約3000人。最後のリスナーが自分の名前を書いた空箱を投げ終わるまで約3時間かかった[6]。

  - 合格祈願
    - 吉田自身が受験生リスナーからのはがきを携えて行った。1981年と1982年は湯島天神で、1983年以降は遠く太宰府天満宮まで出掛けておこなった[6]。

  - ルミちゃん田んぼ
    - 自分たちで作った米を自分たちで食べようという趣旨でスタート。1983年の第1回から群馬県水上町（現・みなかみ町）の田んぼで行われ、定員の450人に対し4000通の参加希望が集まった[6]。この参加者の中には後にWinkのメンバーとして活動する相田翔子がいたという[17]。参加者は上野駅に集合し、「田植え号」「稲刈り号」と名付けられた当時の国鉄の貸し切り電車に乗って移動[17][18]。電車内でも「吉田の車内販売」「お弁当交換会」やゲーム、クイズなど各種イベントが行われた[18]。落選したリスナーの中にはあきらめきれずに自費で追いかけて来た人もいたという[6]。田植えから稲刈りまで全て自分たちの手で行い、収穫祭は新宿野村ビルディングで、作った米で餅をついて行われた。この年から毎年恒例の企画となり、1985年まで3回行われた[6]。なお、このイベントは水上町観光協会、水上町農業協同組合、群馬県農業協同組合の協力、全国農業協同組合中央会、全国米穀協会の協賛で行われていた[18]。
    - 1985年の第3回は栃木県氏家町（現・さくら市）蒲須坂に場所を移し、これまでと同様にリスナーは上野駅発の国鉄貸し切り電車「田植え号」「稲刈り号」で今度は蒲須坂駅へ向かい、5月19日に田植え大会、10月6日に稲刈り大会。この回は外国人家族の参加もあった。そして1985年12月1日、収穫祭を東京・渋谷のライブハウス「ライブ・イン」でリスナー約300人と蒲須坂からの招待客を集めて開催。折しもハレー彗星の地球最接近が大きな話題となっていた当時、ハレー彗星に因んで「農業をすることの喜びを語り、明日の日本そして宇宙への未来に思いを馳せよう」としてセレモニーもスペースファンタジックなものに構成、餅つきの時も「ハ～レ～、ペッタンコ!」という声を掛けた。収穫祭第1部はこの他『ルミちゃん田んぼ・フォトコンテスト』『ゲーム・ギグ』などを行い、続く第2部は米に因んで米米CLUBを迎えての『鎮守祭ライブ』が行われた[19]。

  - てるてるワイドフェア（1984年5月6日）
    - 新宿区高田馬場のBIG BOXを一日貸し切って行われたイベント。ボウリング大会やDJコンテストの他、リスナーによるファッションショーが行われた。審査の結果優勝したのは全身を藁で包んだ「納豆ファッション」だった[6]。

  - インドア・サッカー大会（1985年8月29日）
    - 東京体育館で開催。明石家さんまチーム、とんねるずチームと対戦を行った[6]。